# Rüsternpfuhl
Der Rüsternpfuhl ist ein kleiner als Biotop ausgewiesener See westlich von Randau auf dem Gebiet der Stadt Magdeburg.
Der Rüsternpfuhl befindet sich inmitten der rechtselbisch gelegenen Elbwiesen. Unmittelbar östlich des Pfuhls verläuft der Elbdeich, so dass bei einem Hochwasser der Elbe auch der Rüsternpfuhl und seine Umgebung vom Hochwasser betroffen ist. Westlich des Rüsternpfuhls verläuft ein Feldweg zum südlich gelegenen Randauer Baggerloch.
Der kleine See hat die Form einer Ellipse. Die größte Länge beträgt von Nordwest nach Südost etwa 90 Meter, die Breite des Sees maximal 30 Meter. Das Ufer des Rüsternpfuhls ist von Schilfbewuchs geprägt.